# ОШ „Доњи Жабар” Доњи Жабар
ОШ „Доњи Жабар” је основна школа на подручју Општине Доњи Жабар. Налази се  на адреси Доњи Жабар бб у Доњем Жабару. 

## Историјат
Према наводима Митра Папића, школа у Жабару радила је и прије аустроугарске окупације. Народна основна школа отворена је 1930. и радила је до краја 1943, када је угашена. Поново је почела
да ради у мају 1945. у приватној кући. Школа је 1959/1960. прерасла у осмогодишњу и добила име ОШ "Вељко Лукић Курјак". Нова школска зграда саграђена је 1980. године. Због малог броја ученика, школа у Доњем Жабару припојена је ОШ "Браћа Рибар" у Орашју. Године 1991. похађао ју је 141 ученик. Угашена је априла 1992, а поново отворена августа 1993, као самостална осмогодишња школа под именом ОШ "Доњи Жабар". Школске 2015/16. имала је 232 ученика, 37 наставника и два вјероучитеља православне вјеронауке. У њеном саставу радиле су подручне
петогодишње школе у селима Лончари (основана 1920) и Човић Поље (1930). Сва три школска објекта реновирана су 1999. године. Школа у Доњем Жабару има спортске терене, а у Лончарима ученици користе спортску дворану мјесне заједнице. Од 2004. једном годишње излази ђачки лист "Глас Посавине". 